# Sula kommun
Sula kommun (norska: Sula kommune) är kommun i landskapet Sunnmøre i Møre og Romsdal fylke i västra Norge. Kommunen omfattar ett område kring ön Sula, söder om staden Ålesund. På den norra delen av ön ligger centralorten Langevåg.

## Administrativ historik
Sula kommun tillkom först år 1977. Området tillhörde ursprungligen Borgunds kommun, vilken lades samman med Ålesunds kommun 1968. 1977 bröts ön Sula ut för att bilda en egen kommun.

## Tätorter
I Sula kommun finns en tätort:
- Ålesund (omfattar centralorten Langevåg)

## Socknar
Inom Norska kyrkan motsvaras Sula kommun av Sula socken i Nordre Sunnmøre prosteri i Møre stift.